# Мазовецько-Підляська низовина
Мазовецька низовина  (пол. Nizina Mazowiecka), також відома як Мазовецька рівнина, є найбільшим географічним регіоном в центральній частині Польщі, приблизно охоплюють історичну область Мазовію. Іноді цей регіон також категоризується як Мазовецько-Підляська низовина, які разом є частиною великої Східно-Європейської рівнини.
Рівнина розташована в долинах трьох великих річок: Вісли, Бугу і Нарев. Незважаючи на густонаселеність та урбанізацію, Мазовецька низовина покрита декількома великими лісовими комплексами, які колись були частиною щільного пралісу, що охоплює більшу частину Польщі: Кампіноський ліс, Курпський ліс (Курпська пуща), Білий Ліс, Козеницький ліс і Зелений ліс. До середини 17-го століття була також домівкою останнього задокументованого стада турів.

## Географія
В тектонічному відношенні, Мазовецька низовина є стабільною та безпечною. Область складається з переплетених шарів кайнозойских водних порід і пісків. Поверхня області була сформована наявністю скандинавського льодовикового щита під час льодовикового періоду. Оскільки територія була кордоном льодовикового щита, її північні і південні частини рівнин істотно різняться: північна є великим відкритим простором, в той час як південна є більш нерівною. Південна частина також покрита безліччю ущелин, створених під за часів Балтійського льодовика. Центральна частина Мазовецької низовини, а також долини річок Радомка і Пилиця покриті декількома параболічними дюнами.
Велика частина сільського господарства присвячена виробництву фруктів. Ґрунти в є за складом є білими пісками на шарі льодовикового періоду глини і осадових порід. Річкова мережа області обширна і включає в себе Віслу, Нарев, Буг, Пилицю, Вепш та річку Вкра, всі з яких мають своє джерело за межами регіону. Клімат Мазовецької низовини помірно-континентальний, з середніми температурами в літній період в діапазоні від 18 ° C до 18.5 ° C. Середня кількість опадів є однією з найнижчих в Польщі і не перевищує 500 міліметрів на рік в центральних районах області та 600 мм в прикордонних районах.